# 柏立基
柏立基爵士，GCMG，OBE（英語：Sir Robert "Robin" Brown Black，1906年6月3日—1999年10月29日），英國殖民地官員，1952年至1955年任香港輔政司、1955年至1957年任第三任新加坡總督、以及自1958年至1964年任第23任香港總督。
在1930年加入馬來亞殖民地政府的柏立基，早年曾在海峽殖民地、千里達、北婆羅乃和香港等地供職。在第二次世界大戰期間，他曾經在北婆羅乃組織游擊隊抵抗日軍，但隨後遭日軍俘獲囚禁。柏立基在二戰後出任新加坡總督，任內化解多場憲制危機，並參與自治談判和推動公務員本地化，為新加坡在1959年成為自治邦和在1963年脫離英國獨立作好準備。
在香港總督任內，柏立基見證港府財政自主，而隨著大批難民從中國大陸湧入香港，也為香港帶來了充足的勞動力，連帶工業和本土經濟有顯著的增長。與此同時，為應付大批難民對社會構成的沉重壓力，柏立基著手推動社會建設，當中包括興建伊利沙伯醫院、香港大會堂和創辦香港中文大學，另外又推出「廉租屋計劃」，以積極改善市民的生活水平。在擔任港督後期，香港連年水旱交侵，促使他興修水塘，並率先向中國大陸當局購買東江水以濟水荒。
柏立基在1964年卸任後甚少返港，而且保持傳統殖民地官員的作風，未曾撰寫回憶錄，但事實上，他對香港事務仍然十分關注。柏立基在1999年以93歲之齡去世，是繼第二任港督戴維斯爵士後歷史上第二長壽的香港總督，也是歷史上最長壽的新加坡總督。他生前曾多次獲英廷授勳，在1962年更獲授予屬於聖米迦勒及聖喬治勳章之中最高級別的GCMG勳銜，以肯定他多年來在殖民地的表現。

## 生平

### 早年生涯
柏立基在1906年6月3日出生於蘇格蘭愛丁堡，父母分別名叫羅伯特·布萊克（Robert Black）和嘉芙蓮·布萊克（Catherine Black），原籍蘇格蘭斯特凌郡波蒙特（Polmont）。柏立基早年入讀位於愛丁堡墨奇斯頓（Merchiston）的喬治華生書院（George Watson's College），後來升讀愛丁堡大學，主修歷史，於1928年取得文學碩士學位畢業。

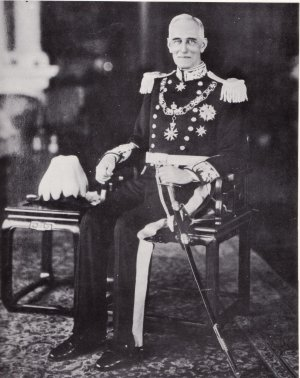
海峽殖民地總督金文泰爵士

柏立基畢業後曾考慮加入英屬印度政府，但最終婉拒了英屬印度政府的聘書，相反，他在1929年的殖民地部招聘試中脫穎而出，成功在1930年加入馬來亞的殖民地政府。他最初在當地擔任海峽殖民地總督金文泰爵士的私人秘書，後因不滿金文泰為人傲慢而請求調職，轉到其他部門工作，並先後在新加坡、彭亨、霹靂和柔佛等地從事地方政務工作。在1939年，柏立基獲借調到加勒比海殖民地千里達出任助理輔政司，但未幾第二次世界大戰爆發，於是他又被調返馬來亞，在1940年3月出任外匯管制委員會秘書。
二戰爆發後，柏立基曾經入伍，及至1941年12月，珍珠港事件爆發，日軍展開對英國遠東殖民地的侵略，柏立基遂在1942年1月26日被委派到情報兵團服役。數日後，雖然日軍在1月31日攻下馬來亞全境，並擄獲50,000名戰俘，但柏立基逃過日軍追捕，且獲軍方指派參與「43號特別軍事任務」，負責在婆羅乃一帶組織游擊隊抗擊日軍。一直到1942年中，柏立基才被日軍捉拿，此後，他以戰俘的身份被一直關禁於馬來亞的戰俘營。據記載，柏立基在營中生活艱苦，閒時主要靠唸讀詩文度日，他早年熟讀過不少華茲華斯的詩文，結果這就成了柏立基的「良伴」。
在1945年8月，日本宣佈無條件投降，柏立基方才從戰俘營獲釋。多年以後，柏立基出任香港總督時，日本政府為與他修好，希望他不計當年在戰俘營所受之苦，於是特地派來代表到香港邀請他接受大阪市名譽市民的榮譽。柏立基雖然表面上接受榮譽，但最後卻推讓由他的副官接收殊榮，以示他未忘當年受日軍折磨之苦。
大戰完結後，柏立基重新投入殖民地政府，並在1946年出任北婆羅乃副布政司，任內他參與重建當地的社會，至1952年卸任。此外，在1948年和1949年，他又先後獲英廷頒授MBE勳銜和OBE勳銜，其中MBE勳銜是為了特別表揚其戰時軍功而頒授。

### 初抵香港
在1952年2月13日，柏立基飛抵啟德機場接替列誥履任香港輔政司一職，這也是他第一次到臨香港。在任內，他除協助時任港督葛量洪爵士著手處理經濟事務外，又曾三次署理港督職務。另一方面，柏立基同時面對不少難題，最棘手的包括「新中國」自1949年成立以來大批難民湧港對香港社會帶來的沉重負擔；以及韓戰在1950年爆發後，美國實施禁運對香港轉口貿易造成的沉重打擊。柏立基還參與推動地方政制改革，在1952年重設在戰後遭廢除的兩個市政局民選議席，到1953年再將民選議席增至四席。
柏立基的上司葛量洪爵士對香港政府的官僚作風一向沒甚好感，他除了認為政府作風過分官僚刻板外，又批評過「那些像『輔政司』和企業總裁一類的重要人物更似乎和浮跨風氣脫不了關係」。當然，葛量洪這番說話不是指柏立基，相反，柏立基為人沉實之餘又富幽默感，他在殖民地二十多年的服務生涯也為他帶來不少經驗，頗獲葛量洪的器重。柏立基在香港的日子雖然不長，但其傑出表現獲葛量洪大讚他是「香港小子」（Hong Kong Boy），並預言他有朝一日可能出任港督一位。
無論如何，柏立基多年來在殖民地政府的表現也深獲英政府方面的肯定，這除了使他在1953年獲英廷頒授CMG勳銜外，又在1954年12月獲任命為候任新加坡總督。柏立基在1955年3月正式卸任輔政司一職，返回英國聽候任命。在正式出任新加坡總督前，他還在1955年6月的英女皇壽辰授勳名單中獲勳KCMG勳銜，成為爵士。

### 星洲總督

#### 憲制危機
在1955年6月30日，柏立基乘搭皇家空軍軍機抵達新加坡加冷機場，正式接替列誥爵士為第三任星洲總督。雖然獲得擢升成為總督，但柏立基卻要面對嚴峻的政治考驗。就在1955年2月，新加坡正式實施新的《林德憲法》（Rendel Constitution），並按照憲法的建議以新加坡立法議會取代原有的立法局。新的立法議會首次以民選議席佔大多數，並在同年4月舉行首次立法議會選舉，結果由以大衛·馬紹爾為首的勞工陣線勝出，馬紹爾遂出任新加坡新憲法下首任首席部長。

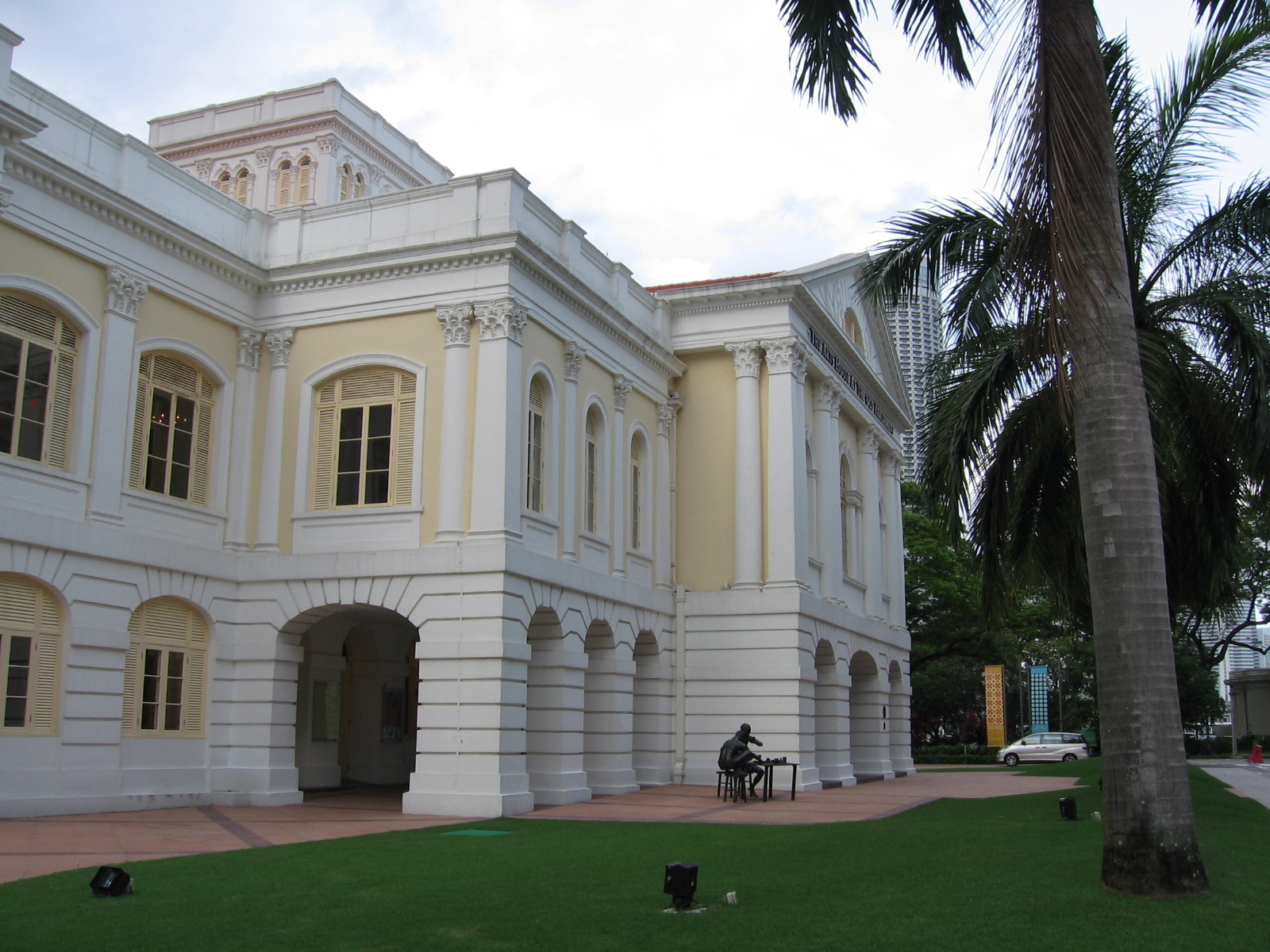
新加坡立法議會大廈

柏立基任內的新加坡政局動盪不穩，當地自治和獨立的呼聲之高乃前所未有，暴動示威和工潮更是此起彼落，加上以馬紹爾為首的勞工陣線又一直以反殖民主義和要求實行自治為號召，使柏立基承受鉅大的政治壓力。另一方面，由於英政府內部已同意馬來亞（馬來西亞前身）邁向獨立，考慮到新加坡在地理上的戰略價值，英政府認為長遠有必要繼續控制新加坡的外交和軍事事務，因此英方只傾向讓新加坡獲得自治，而不希望新加坡獨立。柏立基本身雖然也不反對讓新加坡獲得自治，而且比他的前任列誥爵士採取更加開明和友善的態度，不過他認為自治進程應該循序漸進地進行，如果推行過急，他擔心權力交接過快，將迫使政府倉促推行公務員本地化，最終導致新加坡自治後透過本地化提拔的政府高官缺乏充足的管治經驗。
就在上任後不久，馬紹爾在1955年7月向柏立基要求增置四個助理部長職位，可是柏立基只答應增開其中兩個，結果馬紹爾一度以辭職相要脅。雖然朝野初期普遍傾向支持柏立基的決定，但在馬紹爾堅持爭辯下，事件演變成為政府決策權力誰屬的憲制問題；馬紹爾隨後更在立法議會內動議，要求英國盡早結束殖民管治和讓新加坡獲得自治，使事件進一步升級為憲制危機。事實上，新加坡自1948年馬來亞危機以來一直處於緊急狀態，在緊急狀態生效下，殖民地政府制定了多項針對馬共的《緊急規例》（Emergency Regulations），賦予政府輕易扣押和審問對殖民地安全構成威脅的人士。鑑於這些《緊急規例》的權力由得到立法議會認可的一項公告賦予，而這項公告又剛好即將在同年10月因逾期而失效，柏立基唯有昨出讓步。在7月25日，馬紹爾的自治議案在立法議會內表決，獲大比數通過，而議會內的官守議員則全體缺席投票。
自治動議獲得通過後，英政府殖民地大臣艾倫·倫諾克斯-博伊德（Alan Lennox-Boyd）在1955年8月訪問新加坡時向馬紹爾作出進一步妥協，表示願意把原先定於1959年舉行的自治談判，提早三年至1956年舉行；此外，柏立基也同意放棄總督的大部份權力，從日後起只會根據首席部長的建議行事，但仍保留宣佈立法議會休會和解散立法議會的象徵式權力。在這個前提下，柏立基仍然負責主持每周舉行的部長會議（Council of Ministers），但交由首席部長馬紹爾主導討論，而自己則只限於干預內部保安事務，以及確保會議暢順進行。柏立基的讓步使馬紹爾也重新擺出友善姿態，成功令立法議會在1955年10月21日通過《維護公眾安全條例》（Preservation of Public Security Ordinance）以取代原有即將失效的各條《緊急規例》。

#### 自治談判
儘管柏立基作為總督的權力被大幅削弱，但總督與首席部長分享權力的情況，始終被外界視為一個不理想的安排。在1956年3月，柏立基、馬紹爾和其他新加坡政黨代表如期前往英國倫敦，與殖民地部召開自治談判；期間，星洲立法議會更在4月5日一致通過動議要求儘早落實獨立，以期對英方施壓。不過，柏立基卻強調新加坡應先解決內部治安問題，才具備落實自治的條件。柏立基的論調成為自治談判在同年5月以失敗告終的原因之一，馬紹爾不單未能爭取到自治方案，更因此在6月6日引咎辭任首席部長，結果由黨友兼勞工及福利部長林有福在6月8日接任。
針對新加坡的內部治安，林有福上任後即大力搜捕境內的左派分子，導致1956年10月26日爆發左派華人學校的大規模師生騷亂。期間，星洲政府在10月26日至11月2日實施宵禁，而林有福在得到柏立基的支持下，立即對亂事予以鎮壓，使事件得以平息。由於林有福比起馬紹爾對英政府採取更友善和合作的態度，加上他對左派作風強硬，使得英方重新評估，認為新加坡的內政安全得到保証，終促成新一輪自治談判在1957年3月召開。在1957年4月，各方代表達就自治安排達成共識，後來於1958年5月28日於倫敦簽訂新的憲制協議。根據協議，英方除了同意在1959年的大選中大幅增加立法議會議席，以及全數由民選產生外，又同意讓新加坡成立自治政府，由總理和內閣主理國防和外交以外的所有事務；至於總督一職會由「元首」（Yang di-Pertua Negara）取代，意味著柏立基所擔任的總督職位將要廢置。
為配合自治進程按平穩的步伐推進，柏立基任內積極加速公務員本地化和「馬來化」，考慮到高層公務員職位仍然多由來自英國本土的人士擔任，他除了為這類人士安排新的工作，又陸續改由本土新加坡人接掌他們的高層職務。在1957年10月，柏立基還見證立法議會通過《1957年新加坡公民權條例》，該條例首次設立新加坡公民的身份，任何在新加坡出生的人士、父親為新加坡人並已放棄外國國籍的境外出生人士、生於馬來聯邦並已定居滿兩年的人士、定居滿兩年的英國及殖民地公民、以及定居滿十年的外國人，均可成為新加坡公民。一連串的行政及立法工作，為新加坡在1959年6月正式落實自治作好準備。

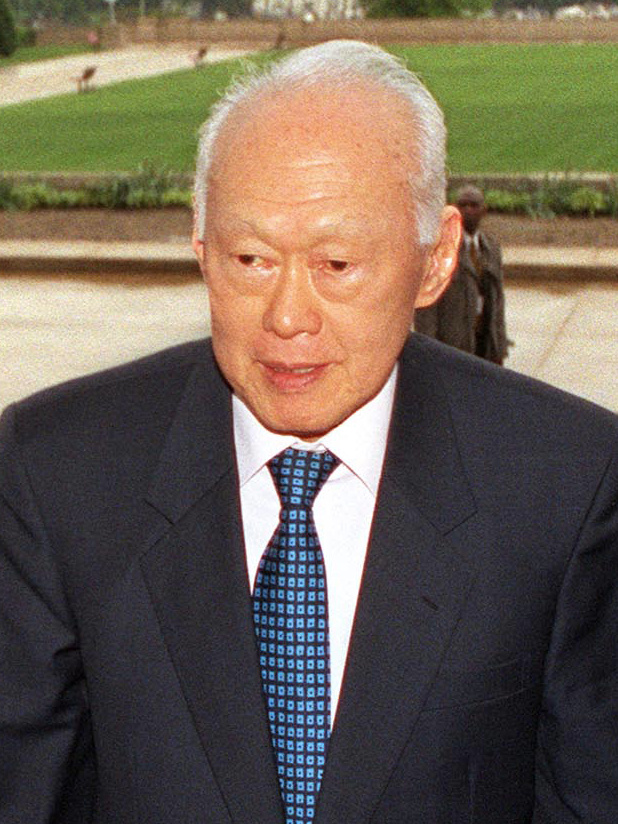
人民行動黨秘書長李光耀

值得一提的是，人民行動黨秘書長李光耀在柏立基任內曾經多次成功化解工潮，頗獲柏立基賞識。據了解，柏立基對李光耀的號召力留下深刻印象，並相信他最有能力領導一個獨立的新加坡。就在柏立基卸任後不久，李光耀的人民行動黨便在1959年的大選中勝出，並由他出任新創立的總理一職。李光耀後來帶領新加坡獨立，而且一直出任總理至1990年為止，此後他留任新加坡國務資政，繼續掌握大權。
柏立基在任星洲總督的表現深獲英政府肯定，使他被選定接替在任達10年的葛量洪爵士出任香港總督兼駐港三軍總司令。柏立基無緣見證新加坡自治邦在1959年成立，也沒有參與落實自治前夕的談判，便在1957年12月9日先行卸任，由布政司顧德爵士接替。離開新加坡前夕，柏立基還獲新加坡市議會頒授新加坡名譽市民的榮銜，成為最後一位獲得這個榮銜的人士。柏立基在1958年1月23日抵達香港履新，對於自己曾任葛量洪的輔政司，而且葛量洪在任時的官聲也十分卓著，為了不比葛量洪遜色，柏立基上任時感到了一定的壓力。

### 香港總督

#### 經濟增長
受惠於葛量洪時期製造業的急速萌生，柏立基上任港督時，香港經濟正穩步增長，漸漸由昔日的轉口港轉型為以製造業為主的出口港。在1950年代末期，港府的收入每年已多達四億港元（到1960年代末期更突破10億港元），在1959年，全港受僱於製造業的人口約為217,600人。同期在1960年，進港貿易的船隻多達38,625艘，總噸位約為34,886,416噸，出口貿易總額在當時為2億港元，五年後在1965年更已增長一倍至4億港元，可見製造業在本港有長足的發展。
柏立基任職港督不久便向立法局宣佈香港取得「財政自主權」，港府無需再將其預算呈交倫敦方面審查；在經濟事務方面，港府也無需在制定經濟決策時徵求殖民地大臣的同意。港府從此可以獨立自主地訂立自己的經濟政策，殖民地部也只會在香港對外借貸的事務上作出干預。香港擁有「財政自主權」後，適逢郭伯偉爵士於1961年出任柏立基的財政司，他在任內奠定了以「自由放任」為主導的經濟政策，有關政策在後來漸漸演變成為「積極不干預政策」，並成為後來港府的經濟政策核心，為歷任財政司所奉行。
隨著香港製造業不斷擴充，柏立基在1960年創立香港工業總會，進一步推廣香港的工業發展；隨著勞工人數快速增長，柏立基還在1961年通過法例，引入了有薪假期和法定工時等措施，保障勞工的基本權益。此外，工業發展也連帶香港的中產階級人口擴充，使市場對半山和銅鑼灣一帶的住宅樓宇需求日益殷切。與此同時，中環也新建成了不少商廈和大型酒店，而面對商用土地不敷應用的情況，當時甚至有建議拆毀中環的督憲府，將之遷到馬己仙峽道，以便在督憲府原址興建酒店。然而，柏立基認為督憲府不可遠離其行政中心，因此對建議加以反對，讓歷史悠久的督憲府逃過被拆卸的命運。

#### 社會建設
1958年，毛澤東在中华人民共和国發動了「大躍進」運動，實行「三面紅旗」，結果導致了中國工業停頓，農產歉收，並觸發自中共建政以來，另一批湧港的難民潮。在「大躍進」期間，由於中方派兵嚴守中、港邊境，並開槍射擊及監禁企圖越境到港的人士，所以難民人數處於穩定的數字。可是到了1962年，中方突然開放邊境，於是一時間出現了大規模的難民潮。儘管柏立基曾多次著手遣返難民回到中國，但香港人口仍然由1961年的250萬急增到1964年年初的300萬，是開埠以來一個十分顯著的升幅。人口的上升雖然為香港經濟帶來充足的勞動力，但也對香港的市政、住房和教育各方面都造成了很大壓力，遂促使柏立基進行了不少社會建設。

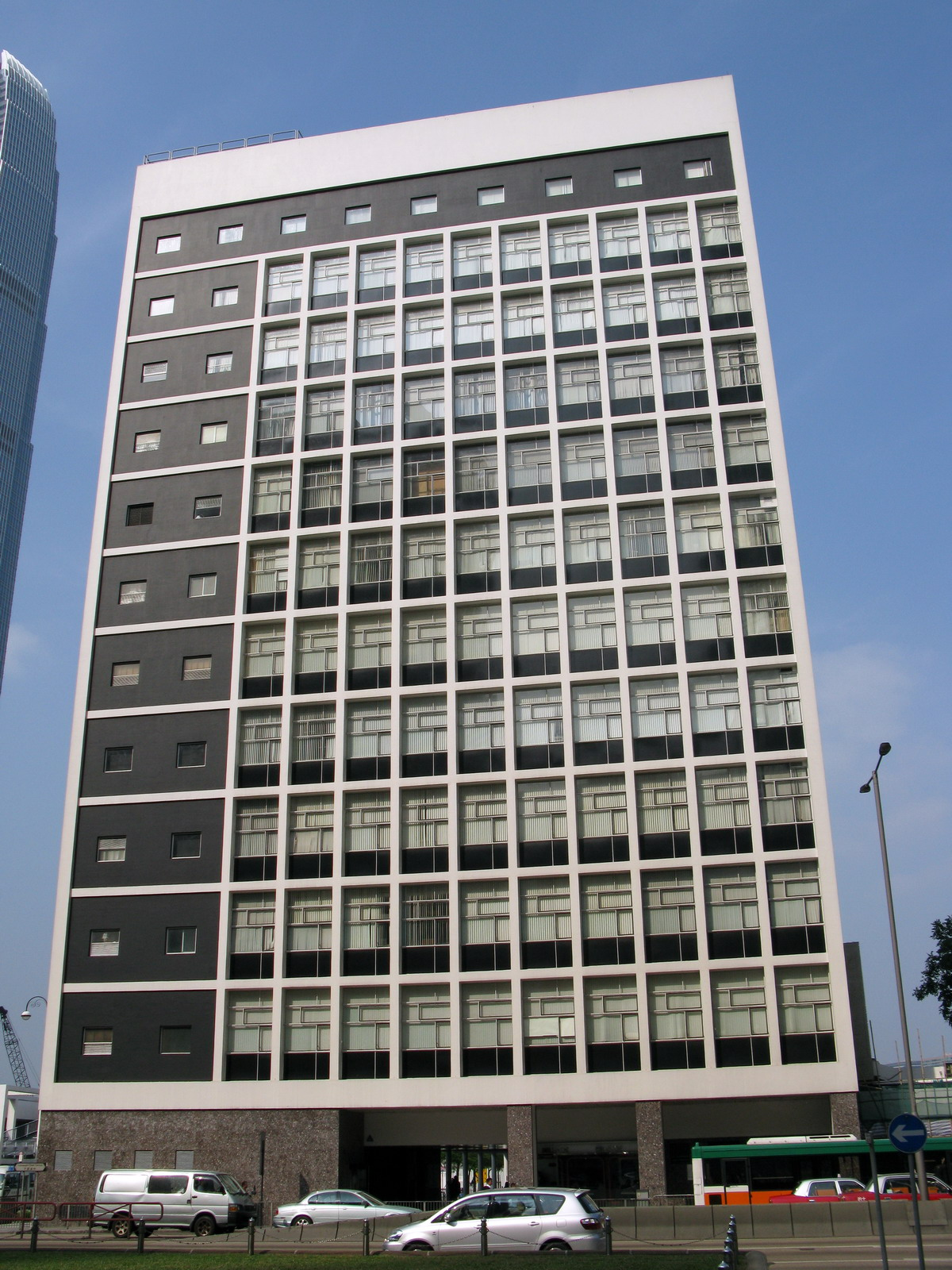
1962年落成啟用的香港大會堂

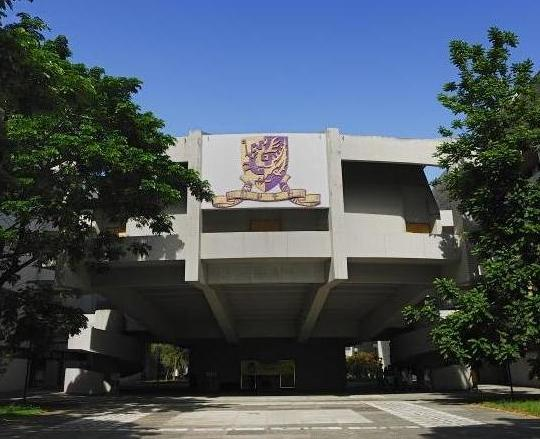
1963年創校的香港中文大學

在住房方面，柏立基繼承了葛量洪爵士的方針，繼續興建公共房屋，到1962年更推出了「廉租屋計劃」，為50萬名來自中、低收入的家庭的人士提供質素比徙置屋邨更好的住房。儘管柏立基大力興建廉租屋，但徙置區和寮屋在他任內仍然是十分普遍的。為安撫滯留調景嶺寮屋區的國民黨餘部和他們的家眷，柏立基在1961年6月承諾他們可無限期定居當地。但隨著港府房屋和規劃政策隨年代而改變，調景嶺寮屋區最終在1995年被港府清拆；然而，由於柏立基當年曾作出永不遷拆的承諾，結果絕大部份居民均獲得港府賠償。
另一方面，在柏立基任內，金鐘添馬艦一帶開展了新的填海工程，以騰出更多海旁土地應付不斷上升的土地需求；而不少社會建設如啟德機場新跑道、位於中環的香港大會堂、和九龍的伊利沙伯醫院，也先後在1958年、1962年和1963年落成啟用。香港大會堂是舊大會堂在1933年拆卸以來，香港第一座大會堂。大會堂內設置有市政局的會議場地和香港第一所公共圖書館。柏立基對大會堂的落成頗感到自豪，他認為大會堂「不會是稅項與利率的負擔，而是這城市中，藝術與社交生活的伙伴」。
柏立基對教育也十分重視，任內曾經興修逾200所學校；他對高等教育同樣不遺餘力，透過增加對香港大學的撥款，使不少學系的收生人數錄得雙倍增長，讓港大從戰後的蕭條恢復過來。柏立基任內還熱心推動在香港設立一所以中文為教學語言的大學，讓香港的學生有多一個升學選擇。其實柏立基在1950年代初仍然擔任香港輔政司的時候，港府已經委託過獨立專家研究香港開辦一所中文大學的可能。不過，當時的專家認為殖民地不應同時存在兩所大學，加上香港大學方面反對專家提出由港大開辦中文課程的建議，使到開辦中文大學的構想未能成事。
柏立基上任港督後一直著手研究興辦中文大學，並在1961年設立大學籌備委員會作初步籌劃；翌年，他邀請英國資深教育行政人員富爾敦（J. S. Fulton，後為勳爵）等人來港考察高等教育情況，並就三所香港的中文專上院校，即新亞書院、崇基學院和聯合書院合併成為一所全新的中文大學，提供深入的建議。有關建議在1963年4月經《富爾敦報告書》發表後，柏立基隨即於於同年6月成立臨時校董會，為成立新大學作最後準備工作。同年9月，立法局三讀通過《香港中文大學條例》，最終促成香港中文大學在10月17日正式創校，成為香港開埠以來第二所大學。柏立基在中文大學成立後，按慣例以港督身份出任大學首任校監，為肯定他在創校一事所作出的貢獻，他還成為首位獲中大校方頒贈名譽法學博士學位的人士。

#### 政制和法例的發展
在1950年代，香港新興的中產階級曾經有不少改革呼聲，當時以中產人士為骨幹的主要政黨香港革新會和香港公民協會，更在1960年聯合前往倫敦，要求英政府展開憲制改革，為行政、立法兩局引入民選議席。可是，當時的殖民地大臣伊安·麥克勞德卻以香港政制「不能有大幅轉變」為理由而斷然拒絕，而柏立基也私下認為，香港無法像新加坡一樣步向獨立，因為如果香港獲得自治或獨立，將為中共所不能接受。雖然如此，柏立基仍然在任內進行了適度的政制及行政改革。

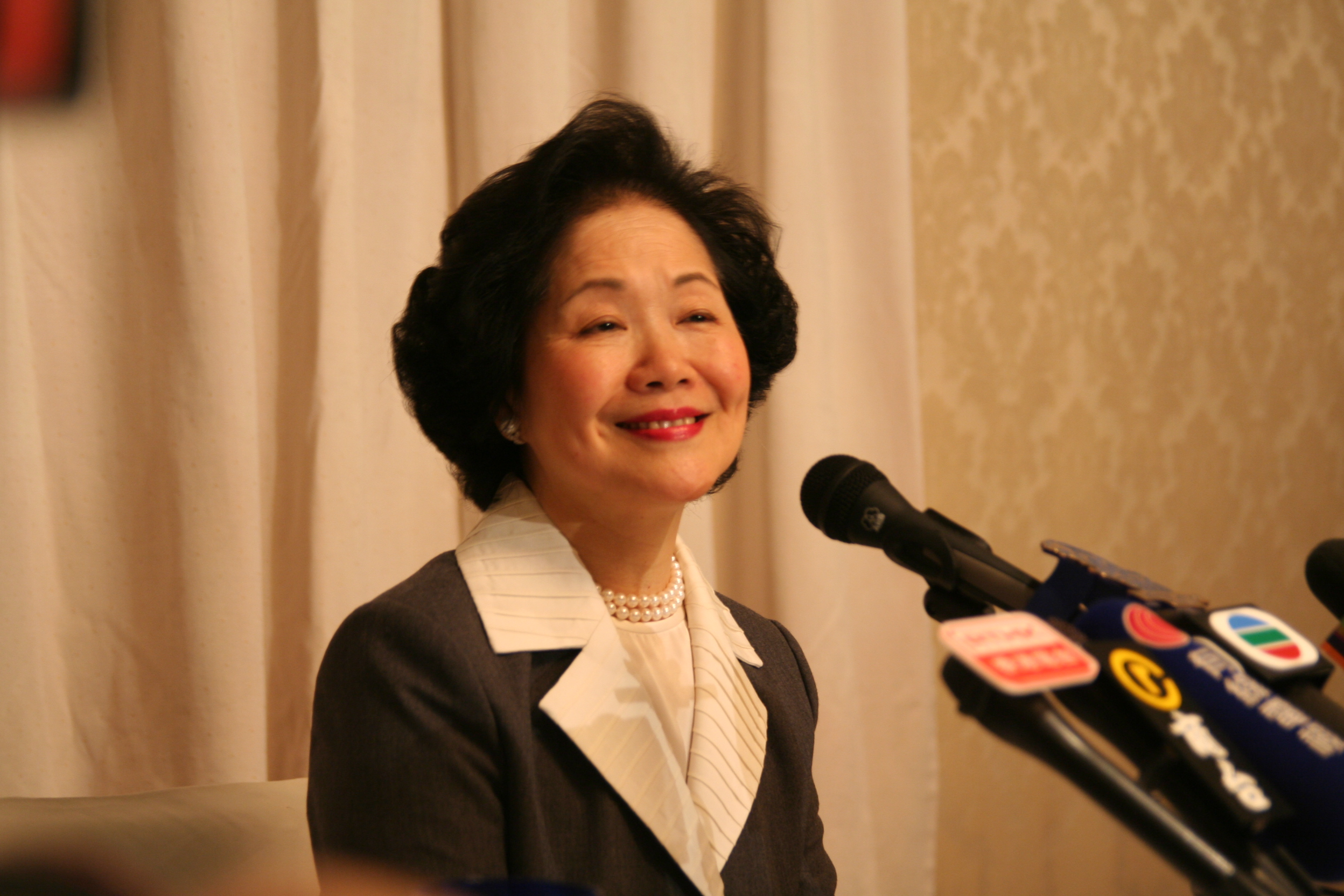
陳方安生是柏立基任內獲聘的政務主任之一，她後來不單出任布政司，在香港主權移交後還歷任政務司司長和立法會議員。

當中，他繼續推動港府一直推行的公務員本地化，並特別以更多本土香港人出任高層職位。在1961年的時候，港府中出任高級職務的華人為數約730人，在翌年1962年，柏立基又批准90名在本地招聘的華裔公務員前往海外深造，讓他們作好準備勝任更高級的職務。在港府管治團隊政務官方面，華人政務官的人數也是穩步上升，其實自香港重光後，港府早於1948年便聘任徐家祥為首位華人政務官，至於柏立基任內獲聘的華人政務官，則包括陳方安生、霍羅兆貞和楊啟彥等。柏立基認為，香港作為一個以華人人口佔多數的商業城市，讓更多華人去管治這個城市是理所當然的，而他推公務員本地化也只是「盡為帝國服務之任矣」。
可是，終柏立基一任，香港行政、立法兩局的議席分佈始終沒有變化，行政局維持在七席官守議席和六席非官守議席，而立法局則維持在10席官守議席和八席非官守議席，兩局均以官守議員佔大多數，而所有非官守議席仍然全部透過委任產生，使柏立基可以穩固地控制兩局。市政局方面，議席的分佈也一直維持在六席官守議席、八席委任非官守議席和八席民選非官守議席。一直到卸任港督前夕，柏立基才同意增加行政、立法兩局和市政局的議席數目，並調高非官守議席的比例，可是這些改革要到戴麟趾爵士在1964年繼任港督後才得以落實。

#### 供水工程

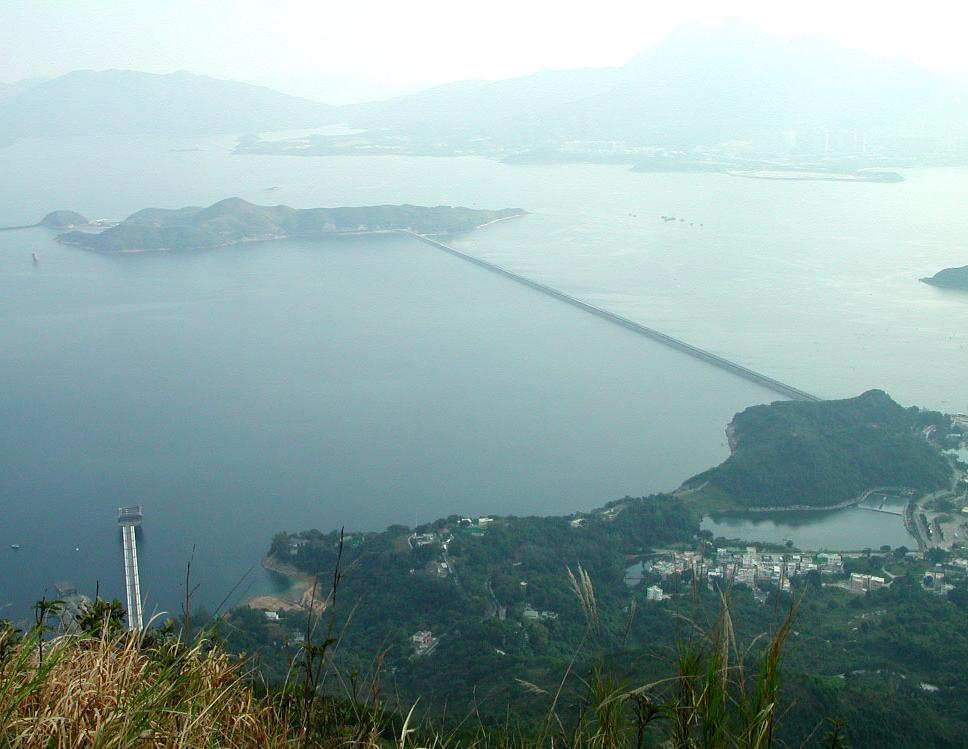
船灣淡水湖工程在1960年展開，工程浩大，歷時八年至1968年才告竣工。

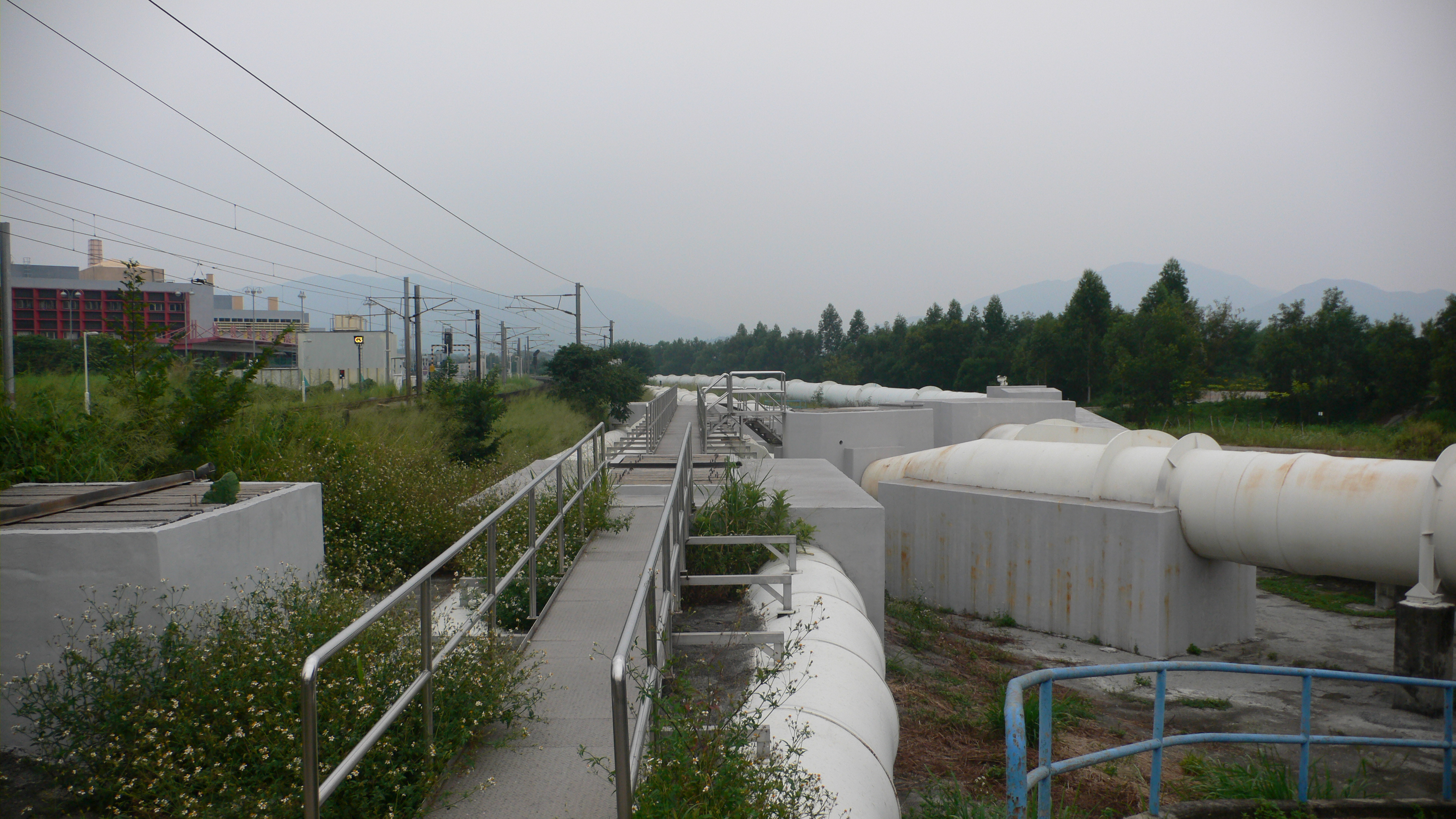
用以輸送東江水的輸水管。

在1960年、1961年和1962年，香港先後遭颱風瑪麗、愛麗斯和溫黛吹襲，這三個颱風襲港期間，皇家香港天文台均掛起十號風球，市面更遭受一定程度的破壞。不過緊接著颱風連年襲港後，香港卻在1963年6月遇上了嚴重的旱災，旱情一直持續到1964年5月才告舒緩。期間，港府曾經一度實施「四天供水四小時」的制水政策，使得大批市民在街邊輪候食水，即使是柏立基身處的督憲府，也同受制水政策之苦，據其長女憶述，當時府內洗手間盡地放滿裝水的水桶，到冬天的時候也沒有熱水，很不方便。
為解決食水供應緊張的問題，柏立基任內興修不少水塘，而在1956年動工興建的石壁水塘也在1963年落成啟用。此外，清潭水塘、河背水塘和黃泥墩水塘等灌溉用水庫也相繼在1961年落成，為新界農地供應充足的灌溉用水。
在1959年，柏立基又拍版興建船灣淡水湖。工程的主要構思是興建兩重堤壩，把三面環山的大埔船灣圍封，然後抽走海灣內的海水，建成水塘。這在當時而言是一項劃時代的工程，工程在1960年正式展開，由於規模浩大，歷時八年至柏立基卸任後的1968年才告竣工。船灣淡水湖的建造工程一共花耗4億港元，儘管淡水湖的存水量高達一億七千萬立方米，但也未能滿足當時與日俱增的食水需求。
鑑於興建水塘需時，一時三刻之間難濟燃眉之急，柏立基也設法與中國大陸當局商討購買東江水。柏立基任內與大陸當局的關係一直處於穩定狀態，促使港府與廣東省政府在1960年11月15日達成協議，由深圳水庫每年向香港供水50億加侖。到1963年，柏立基與內地政府達成進一步協議，開展了東深供水工程，工程後於1965年1月完成，而根據港府與內地在1964年4月22日所訂立的協議，廣東省政府在1965年3月起每年向香港供水不少於150億加侖，折合即每天供水約6,200萬加侖，售價為每1,000加侖1.06港元。自東江水輸港以後，香港的食水供應得到更有效的保證。另外值得一提的是，這項工程因為正值1963年的大旱而遭到延誤，不過天旱期間廣東省及香港仍繼續在珠江口取水的安排。
在1964年4月1日，已屆退休年齡的柏立基正式卸下香港總督一職，從皇后碼頭乘遊船「慕蓮夫人號」到九龍，再於啟德機場乘搭飛機，與家人返回英國。柏立基的職務由時任輔政司戴斯德署理，到1964年4月15日正式由戴麟趾爵士接替為第24任港督。在表揚柏立基在港督任內的貢獻，他的爵位在1962年獲英廷由原來的KCMG勳銜提升為GCMG勳銜。

### 晚年生涯
柏立基返回英國後，自1964年至1982年出任英聯邦國殤紀念墳場管理委員會委員、以及自1975年至1978年間擔任英國保險公司誠美保險社（Clerical, Medical & General Life Assurance Society）的主席。另一方面，柏立基還在1965年至1973年出任大不列顛社會服務網絡主席，後來在1973年至1982年改任總裁。
晚年的柏立基退居於伯克郡雷丁（Reading）一處兩層高的鄉間宅第。他卸任港督後除了在1970年代初重臨過香港外，甚少再到訪香港，在1997年也沒有出席香港主權移交的儀式。不過據他的長女芭芭拉透露，柏立基事實上仍然十分關心香港，對香港的事務也十分關注。晚年的柏立基批評香港特區政府在大嶼山興建迪士尼樂園是一個「瘋狂」的提議，他認為政府在此大灑金錢，卻不一定得到回報。
在1999年10月29日，柏立基於雷丁的丹尼丁醫院（Dunedin Hospital）去世，終年93歲。他是繼第二任港督戴維斯爵士在1890年以95歲之齡去世後，歷史上第二長壽的香港總督。柏立基逝世後，香港報章多有撰文悼念，而時任特首董建華和前布政司鍾逸傑爵士也分別對其逝世表示哀悼，其喪禮隨後在11月8日於伯克郡逸騰敦（Yattendon）舉行，並由前港督衛奕信勳爵宣讀悼文。

## 家庭
柏立基在1937年與在馬來亞認識的柏顏露絲（Anne Black）結婚，柏顏露絲與丈夫一樣來自蘇格蘭愛丁堡，本姓史雲遜（Stevenson），曾獲CStJ勳銜，後於1986年逝世。柏立基夫婦共育有兩名女兒，長女名芭芭拉（Barbara），幼女名嘉芙蓮（Catherine），兩人在幼年時均隨父母來過香港；當中，長女芭芭拉雖然在1964年隨家人返英，但復於1974年隨丈夫工作而來港定居，並在香港生有三名兒子。
柏立基生前精通拉丁文和希臘語，他的興趣包括步行和釣魚，也是東印度會的會員。

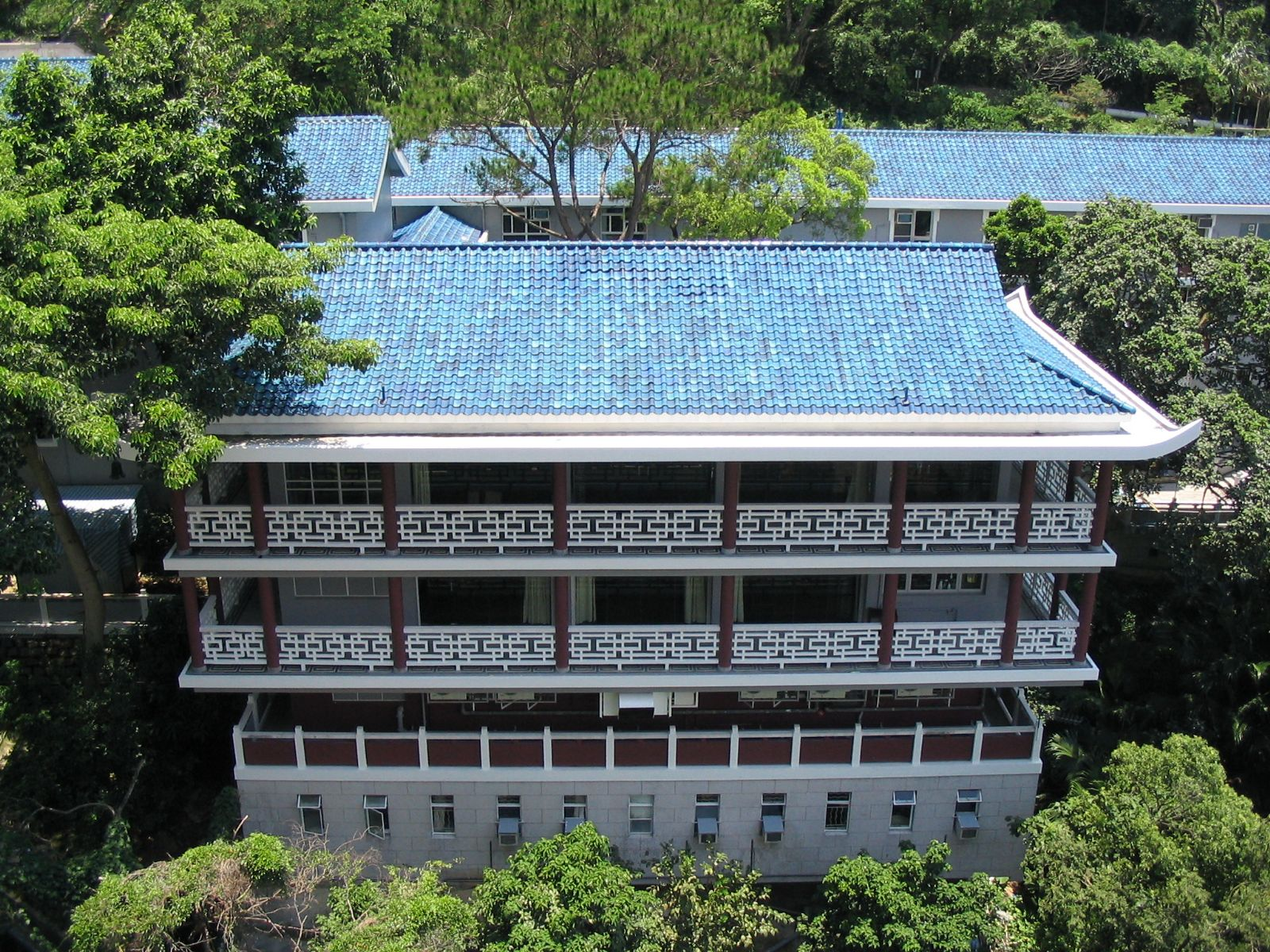
香港大學柏立基學院

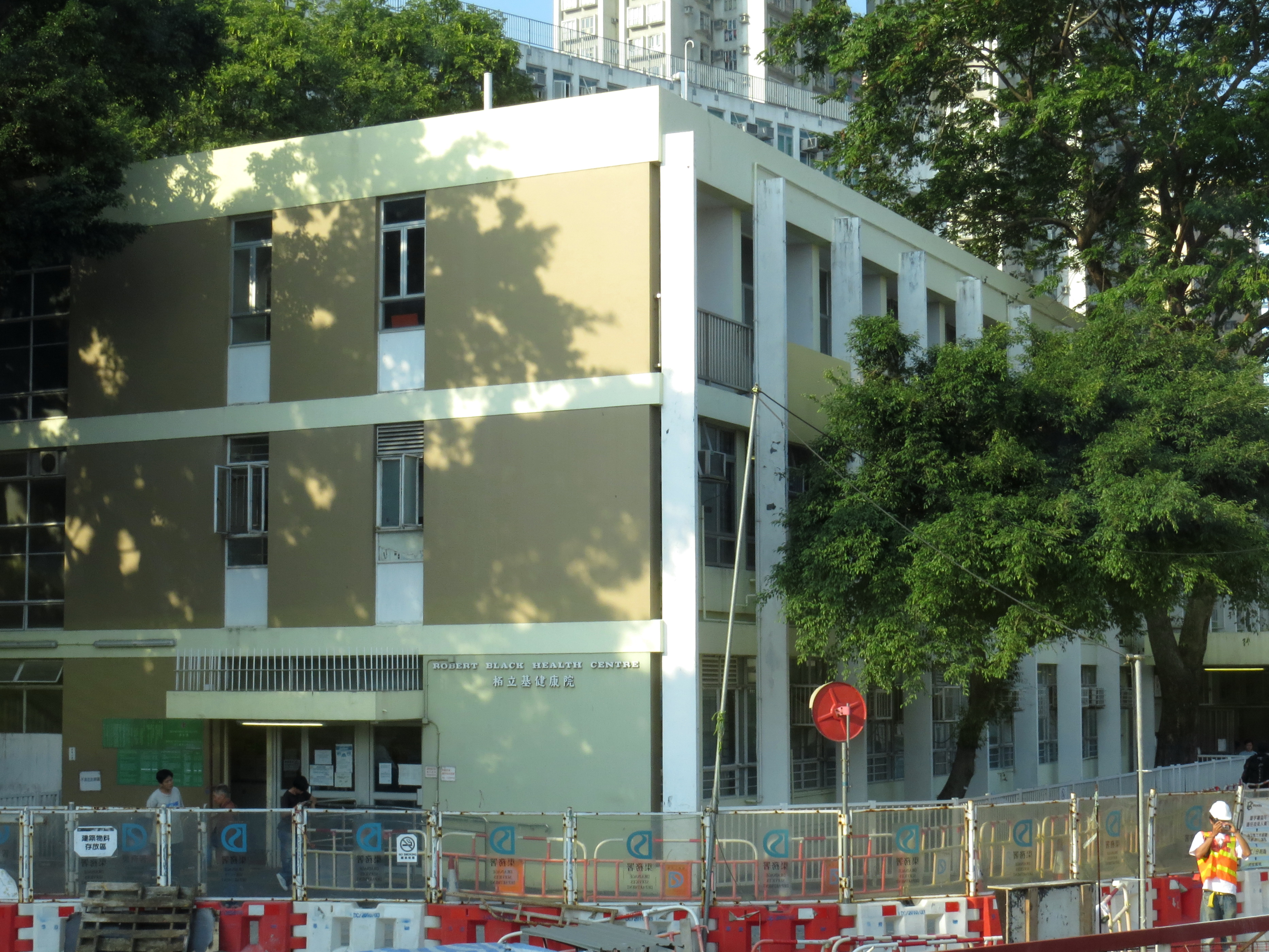
柏立基健康院

## 榮譽

### 勳銜
- M.B.E.（1948年11月12日，軍事[36]）
- O.B.E.（1949年元旦授勳名單[37]）
- C.M.G.（1953年元旦授勳名單[38]）
- K.C.M.G.（1955年女皇壽辰授勳名單[13]）
- K.St.J. （1956年1月6日[39]）
- G.C.M.G.（1962年元旦授勳名單[31]）
- 大十字功績勳章 （秘魯[2]）

### 榮譽學位
- 法學博士
  - 香港大學（1963年）
  - 香港中文大學（1964年）

### 以他命名的事物
- 柏立基爵士信託基金：在1960年由香港紳商鄧肇堅爵士等人創立
- 香港大學柏立基學院：於1967年成立，內置有柏立基爵士堂
- 柏立基教育學院：後來合併到香港教育學院（香港教育大學前身），該校仍設有柏立基堂
- 柏立基夫人健康院：位於香港北角七姊妹道
- 柏立基健康院，位於香港新蒲崗太子道東，內設柏立基母嬰健康院與柏立基美沙酮診所
- 柏顏露絲賓館，位於香港何文田，由YWCA擁有
- 柏立基夫人紅十字會總部大廈：位於香港金鐘夏慤道，為香港紅十字會之前總部大樓，現已清拆。
- 腎葯蜻蜓蘭：由新加坡植物園培植，學名為「Aranthera」，簡名為「Anne Black」，正是以柏立基爵士夫人柏顏露絲命名。[40]

## 注腳
1. 1 2 3 4 5 6 7 8 9 10  Oxford Dictionary of National Biography Vol.5. UK: Oxford University Press, 2004.
2. 1 2 3 4 5 6 7  Who's Who. London: A & C Black, 1999.
3. ↑  "Issue 33549 （页面存档备份，存于）", London Gazette, 5 November 1929, p.23.
4. 1 2 3 4 5 6  Sutherland, Duncan, "Sir Robert Black", Singapore Infopedia. Singapore: National Library, Singapore, 25 June 2010.
5. ↑  The Colonial Office List. Great Britain: Colonial Office, 1951.
6. ↑  "Supplement to Issue 35496 （页面存档备份，存于）", London Gazette, 20 March 1942, p.4.
7. 1 2 3 4 5 6 7 8 9  "SIR ROBIN BLACK", The Economist, 6 November 1999.
8. 1 2 3 4 5 6 7 8 9 10 11 12 13 14 15 16 17 18 19 20 21 22  Spurr, Russell, Excellency: the governors of Hong Kong. Hong Kong: FormAsia, 1995.
9. 1 2 3 4 5 6 7 8 9 10 11  Miles, James, "Obituary: Sir Robin Black", The (London) Independent, 9 November 1999.
10. ↑  王賡武主編，《香港史新編（上冊）》，三聯書店（香港）有限公司，1997年。
11. ↑  OFFICIAL REPORT OF PROCEEDINGS. Hong Kong: Government Printer, 30 March 1955.
12. ↑  "Singapore", WorldStatesmen.org, retrieved on 24 May 2007.
13. 1 2  "Supplement to Issue 40497 （页面存档备份，存于）", London Gazette, 3 June 1955, p.5.
14. 1 2 3 4 5 6 7 8 9 10 11 12 13 14  Corfield, Justin, Historical Dictionary of Singapore. Scarecrow Press, 2010.
15. 1 2 3 4 5 6 7 8 9 10  李光耀，《李光耀回憶錄—風雨獨立路》。北京：外文出版社，1998年9月。
16. 1 2 3  Tan, Kevin, Marshall of Singapore. Institute of Southeast Asian Studies, 2008.
17. ↑  Annual report. Singapore: Government Printing Office, 1958.
18. ↑  黃賢強，〈1950 年代新加坡華校的學潮〉，《亞太研究通訊》第十八期。台北：中央研究院亞太研究計劃，2002年12月。
19. ↑  〈林有福是李光耀的上馬石〉，《新加坡文獻館》，2008年4月3日。
20. ↑  YEO, Kim-wah, Political Development of Singapore, 1945-1955. Singapore: Singapore University Press, 1973.
21. 1 2  "Hong Kong", WorldStatesmen.org, retrieved on 24 May 2007.
22. 1 2 3 4  "Sir Robin Black - Obituary" (9 December 1999)
23. ↑  Stewart, Anne, "Ex-governor Sir Robert Black dies at 93", South China Morning Post, 2 November 1999.
24. 1 2 3 4 5 6  吳倫霓霞編，《邁進中的大學：香港中文大學三十年》。香港：中文大學出版社，1993年。
25. ↑  李光耀，〈「倒數九七」演講〉，《遠東經濟評論》，1997年6月。
26. ↑  Hong Kong [1957/58/59/60/61/62/63/64], Hong Kong: Hong Kong Government Press, 1958-1965 (Various years).
27. ↑  Ma, Ngok, Political Development in Hong Kong. Hong Kong: Hong Kong University Press, 2007.
28. ↑  《香港天文台警告及信號資料庫 （页面存档备份，存于）》。香港：香港天文台，造訪於2011年12月24日。
29. 1 2 3 4  〈已故港督柏立基女兒，悼亡父說香江40年〉，《明報》港聞版A06，1999年12月12日。
30. 1 2 3 4 5 6 7  《邁步向前——穩定的食水供應時期》。香港：香港政府水務署，造訪於2007年5月24日。
31. 1 2  "Supplement to Issue 42552", London Gazette, 29 December 1961, p.4.
32. ↑  〈鍾逸傑緬懷柏立基一二事〉，《蘋果日報》港聞版A18，1999年11月4日。
33. ↑  〈前總督柏立基逝世，特首發文表揚貢獻〉，《成報》港聞版B07，1999年11月3日。
34. ↑  〈前港督柏立基病逝〉，《天天日報》本港新聞A08，1999年11月3日。
35. ↑  "Obituary - Sir Robert Black", The Guardian, 23 November 1999.
36. ↑  "Supplement to Issue 38453 （页面存档备份，存于）", London Gazette, 9 November 1948, p.1.
37. ↑  "Supplement to Issue 38493 （页面存档备份，存于）", London Gazette, 31 December 1948, p.23.
38. ↑  "Supplement to Issue 39732 （页面存档备份，存于）", London Gazette, 30 December 1952, p.5.
39. ↑  "Issue 40679", London Gazette, 6 January 1956, p.2.
40. ↑  〈新加坡植物园 （页面存档备份，存于）〉，《园林》，2006年4月22日。

### 英文資料
- The Colonial Office List. Great Britain: Colonial Office, 1951.
- OFFICIAL REPORT OF PROCEEDINGS. Hong Kong: Government Printer, 30 March 1955. 網上版本 （页面存档备份，存于）
- Annual Report. Singapore: Government Printing Office, 1958.
- YEO, Kim-wah, Political Development of Singapore, 1945-1955. Singapore: Singapore University Press, 1973. 網上版本 （页面存档备份，存于）
- Who's Who. London: A & C Black, 1999.
- Oxford Dictionary of National Biography Vol.5. UK: Oxford University Press, 2004.
- Spurr, Russell, Excellency: the governors of Hong Kong. Hong Kong: FormAsia, 1995.
- Stewart, Anne, "Ex-governor Sir Robert Black dies at 93", South China Morning Post, 2 November 1999.
- Miles, James, "Obituary: Sir Robin Black", The (London) Independent, 9 November 1999.
- "SIR ROBIN BLACK", The Economist, 6 November 1999.
- "Obituary - Sir Robert Black", The Guardian, 23 November 1999.
- "Sir Robin Black - Obituary", The Times, 9 December 1999.
- Tan, Kevin, Marshall of Singapore. Institute of Southeast Asian Studies, 2008. 網上版本 （页面存档备份，存于）
- Sutherland, Duncan, "Sir Robert Black", Singapore Infopedia. Singapore: National Library, Singapore, 25 June 2010. 網頁
- Corfield, Justin, Historical Dictionary of Singapore. Scarecrow Press, 2010. 網上版本 （页面存档备份，存于）
- "Singapore（页面存档备份，存于）", WorldStatesmen.org, retrieved on 24 May 2007.
- "Hong Kong （页面存档备份，存于）", WorldStatesmen.org, retrieved on 24 May 2007.

### 中文資料
- 吳倫霓霞編，《邁進中的大學：香港中文大學三十年》。香港：中文大學出版社，1993年。網上版本 （页面存档备份，存于）
- 王賡武主編，《香港史新編（上冊）》，三聯書店（香港）有限公司，1997年。
- 李光耀，〈「倒数九七」演講〉，《远东经济评论》，1997年6月。
- 李光耀，《李光耀回憶錄—風雨獨立路》。北京：外文出版社，1998年9月。網上版本
- 〈已故港督柏立基女兒，悼亡父說香江40年〉，《明報》港聞版A06，1999年12月12日。
- 〈前港督柏立基病逝〉，《天天日報》本港新聞A08，1999年11月3日。
- 〈前總督柏立基逝世，特首發文表揚貢獻〉，《成報》港聞版B07，1999年11月3日。
- 〈鍾逸傑緬懷柏立基一二事〉，《蘋果日報》港聞版A18，1999年11月4日。
- 黃賢強，〈1950 年代新加坡華校的學潮〉，《亞太研究通訊》第十八期。台北：中央研究院亞太研究計劃，2002年12月。網上版本 （页面存档备份，存于）
- 〈林有福是李光耀的上馬石〉，《新加坡文獻館》，2008年4月3日。網頁 （页面存档备份，存于）
- 《邁步向前——穩定的食水供應時期》。香港：香港政府水務署，造訪於2007年5月24日。

## 外部連結
- 立法局會議記錄（英文）
  - 1958年 （页面存档备份，存于）
  - 1959年 （页面存档备份，存于）
  - 1960年 （页面存档备份，存于）
  - 1961年 （页面存档备份，存于）
  - 1962年 （页面存档备份，存于）
  - 1963年 （页面存档备份，存于）
  - 1964年 （页面存档备份，存于）
- 其他
  - 香港大學柏立基學院
  - 柏立基教育學院校友會
  - 香港教育學院學生宿舍柏立基堂 （页面存档备份，存于）
  - 柏立基爵士信託基金獎學金，學生資助辦事處
  - 香港大學贊辭
  - 行政長官董建華聲明 （页面存档备份，存于）

| 政府职务                | 政府职务                 | 政府职务                |
| ----------------------- | ------------------------ | ----------------------- |
| 前任者： 杜德（署理）   | 香港輔政司 1952年–1955年 | 繼任者： 侯士（署理）   |
| 前任者： 列誥爵士       | 新加坡總督 1955年–1957年 | 繼任者： 顧德爵士       |
| 前任者： 戴維德（署理） | 香港總督 1958年–1964年   | 繼任者： 戴斯德（署理） |